# Villequier
Villequier (prononciation [vilkje] « vilquié ») est une ancienne commune française, située dans le département de la Seine-Maritime en Normandie.
La commune fusionne avec Caudebec-en-Caux et Saint-Wandrille-Rançon  le 1er janvier 2016 pour former la commune nouvelle de Rives-en-Seine ; elle prend à cette même date le statut de commune déléguée.
Les habitants ont pour nom : les Villequiérais et Villequiéraises.

## Géographie

### Localisation
Villequier est un village situé sur la rive droite de la Seine, entre Le Havre et Rouen. Une partie de son territoire est située sur le plateau du pays de Caux Il fait partie du canton de Caudebec-en-Caux.
| Anquetierville | Saint-Arnoult | Caudebec-en-Caux  |
| Triquerville   | Villequier    | Vatteville-la-Rue |
| Triquerville   | Triquerville  | Vatteville-la-Rue |

### Hydrographie

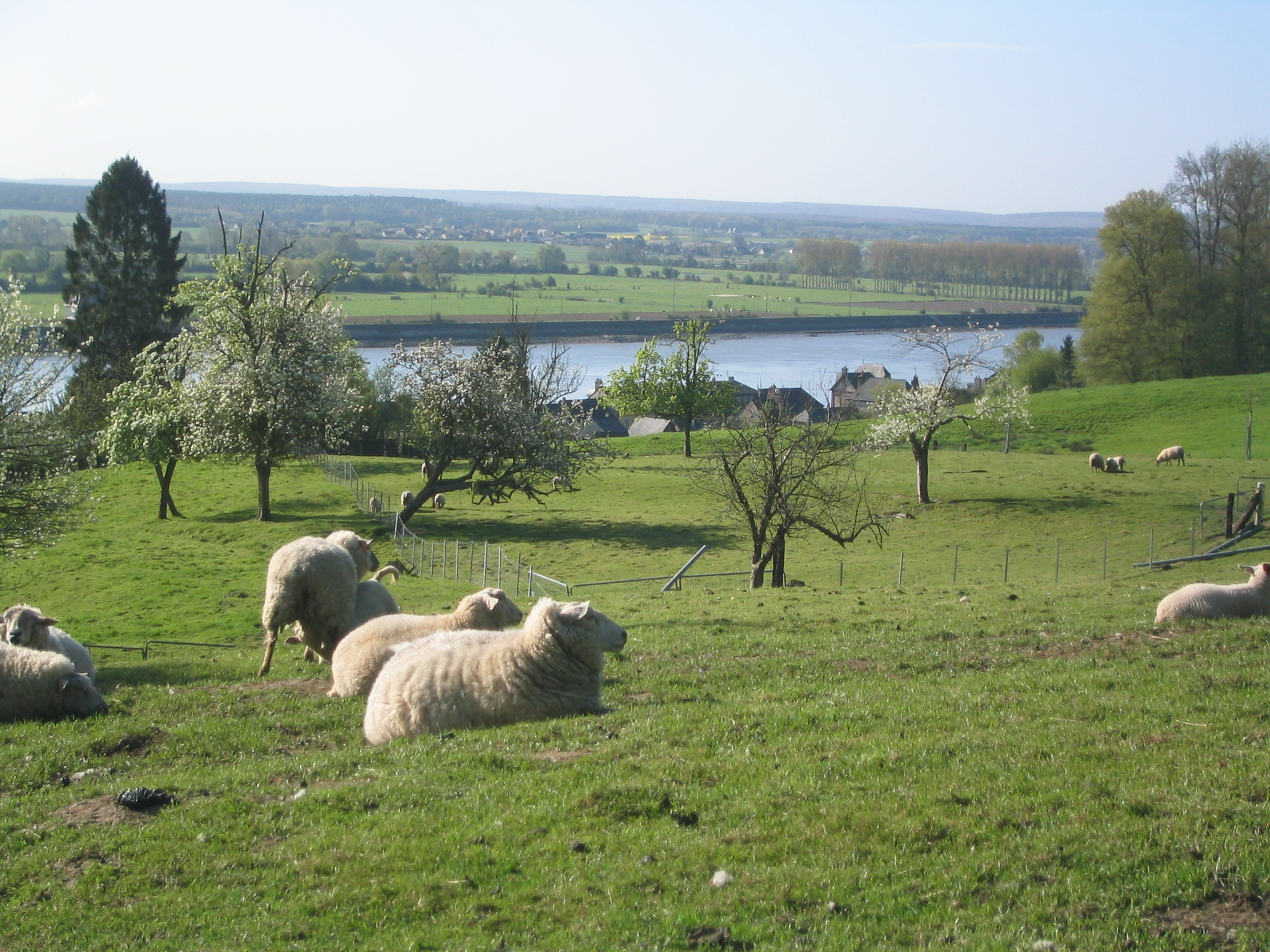
La Seine.
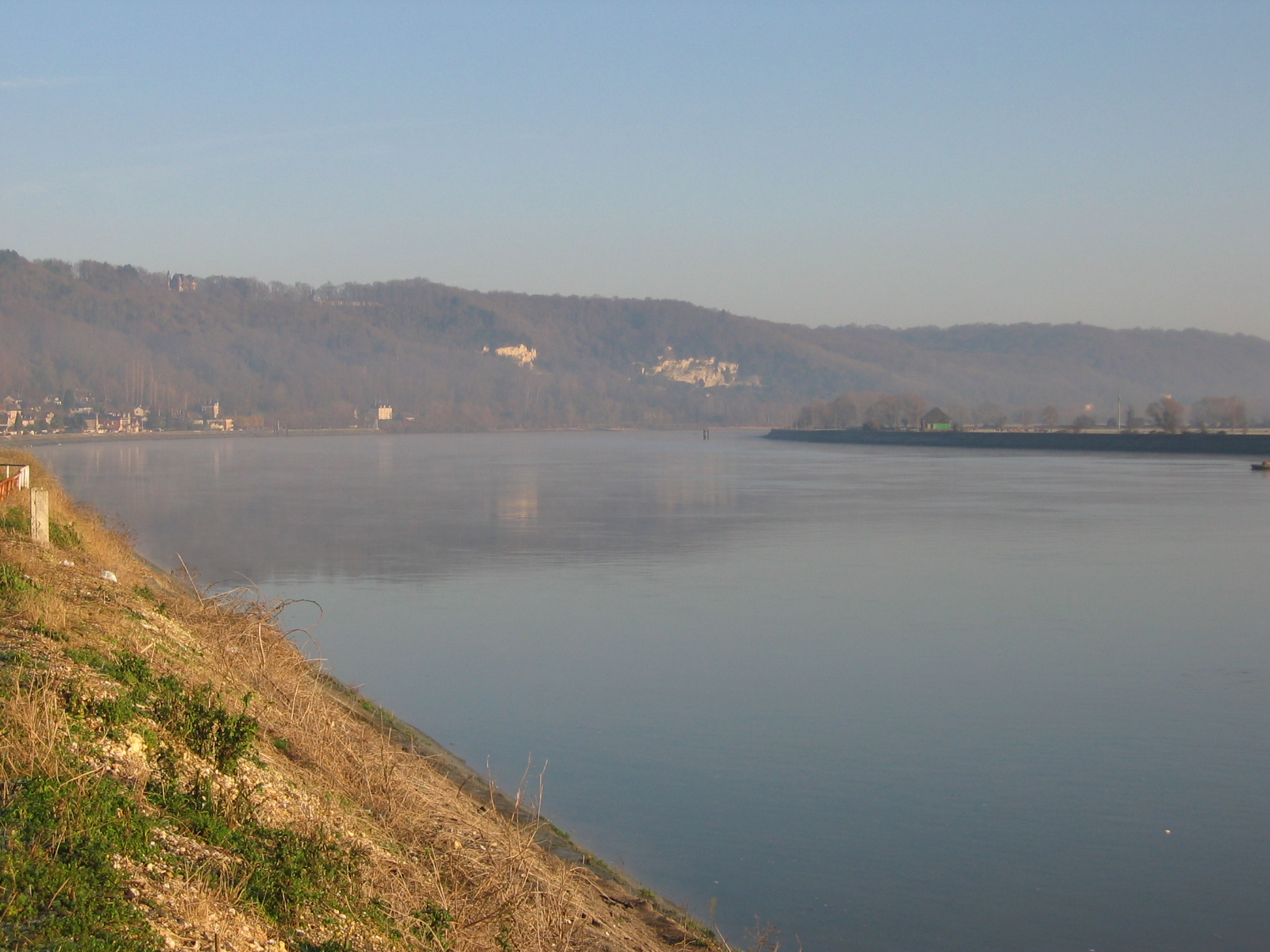
Vue de la Seine à Villequier.

### Milieux naturels et biodiversité
Villequier fait partie du parc naturel régional des Boucles de la Seine normande.
La rangée de hêtres à Saint-Arnoult, Villequier  Site classé (1937).

## Toponymie

### Attestations anciennes
Le lieu est mentionné sous les formes Villequier, Villechier au XIIe siècle, en 1137-1150 ; Wilikier, Willeker en 1178 ; Willekier au XIIe siècle (P. Le Cacheux-Longueville 27, 28, 67, 70, 71) ; Williquier en 1181-1189 ; Willeker en 1188-1189 (Rec. Henri II, II, 389, 422) ; Willecher en 1195 ; Willekier en 1206, Willequier en 1208 ; Willeker, Willequier au XIIIe siècle (Lot 122, 193, 195) ; Wylliquer en 1272 ; Wilequier vers 1240 ; Villequier en 1337 ; Villequier en 1393 ; Villequier en 1403 ; Vilquier au XVIIIe siècle (Gazette du commerce 25 août 1764) .

### Étymologie
Les deux formes les plus anciennes Villequier / Villechier et la forme actuelle Villequier laisse penser à première vue, que le premier élément Ville- représente l'appellatif ville « domaine rural, village » (ancien français vile, d'où vilain), or cet appellatif est toujours en position finale dans les noms de lieux de Normandie septentrionale, c'est-à-dire -ville, sauf dans les noms de type Villedieu qui sont des formations toponymiques tardives, sièges de commanderies d'ordres religieux. Parallèlement, il est bien établi que le cours du XIIe siècle est celui où s'effectue justement une mutation phonétique de la consonne W dont l'articulation passe de [w] à [v]. Étant donné la récurrence de la graphie postérieure Will-, il est probable que le caractère isolé de la forme en Vill- reflète précocement cette évolution de la prononciation. On note par ailleurs dans la toponymie normande, la graphie conservatrice en W- jusqu'à la fin du XIIIe siècle. La graphie actuelle Villequier ne s'impose définitivement qu'au XIVe siècle.
Ce premier élément s'analyse sans doute comme étant le vieil anglais *wilig (variante de weliġ, moderne willow) « saule », trouvé également dans le nom de lieu anglais de type anglo-scandinave Willitoft, Yorkshire par exemple. Cette hypothèse est confortée par les formes du type Wilikier en 1178, Williquier en 1181-1189 ou Wylliquer en 1272, avec Wil(l)i- dont le [i] a régulièrement évolué en [ə] (noté e).
Le deuxième élément -quier est analogue à celui d'Orcher (jadis Aurichier XIIe siècle) et s'explique par le vieux danois kjarr « marais » toujours associé à un nom d'arbre d'après Smith. Les formes anciennes en -ker, -kier sont similaires à celui contenu dans les toponymes Ellerker en Grande-Bretagne (Yorkshire) et Elkier en Allemagne (Schleswig-Holstein) dont le second élément a la même origine.
On remarque que cette étymologie correspond à la situation de Villequier en bord de Seine. En effet, cette rivière n'était jadis pas endiguée et divagait, laissant çà et là des zones inondables et marécageuses.
La commune actuelle fut formée en 1823 par la réunion des deux anciennes paroisses de Villequier et de Bébec. (Buibec, buiebec au XIIe siècle), autre toponyme d'origine anglo-scandinave (-bec issu de bekkr « ruisseau » et nom de personne anglo-saxon Boia ou scandinave Búi qui convient mieux phonétiquement. cf. aussi anglais boy « gars, garçon »).
Remarques
La graphie des formes les plus anciennes est savante, même si elle rend compte d'une évolution de la prononciation. En revanche, les attestations suivantes du type Wil(l)ikier témoignent d'un flottement dans la prononciation du W-, c'est-à-dire [w] ou [v]  initial au cours du XIIe siècle jusqu'au milieu du XIIIe siècle environ, phénomène que l'on constate aujourd'hui encore en Flandres, voire en Picardie. Par exemple, le nom de Wissant est prononcé « Ouissant » par certaines personnes et « Vissant » par d'autres. L'alternance des formes Willikier et Willekier, avec un i à la place du e témoigne elle-aussi d'une prononciation traditionnelle antérieure à l'ouverture de [i] en [e], puis [ə].

## Histoire

### Antiquité
Les fouilles effectuées à Villequier n'ont pas livré de résultats satisfaisants : quelques objets d'époque romaine et du Haut Moyen Âge. Près du château de Villequier, sur la côte qui domine la Seine, existe un éperon barré de quelques hectares de superficie, appelé les Câtels (les « châteaux » en normand) ou les Cateliers, qui pourrait être d'époque protohistorique. Le bois de Bellemare recèle aussi trois tertres élevés.

### Moyen Âge
Le seigneur de Villequier fut entre autres personnes, un des chevaliers qui accompagnèrent Robert le Magnifique, duc de Normandie, en Terre sainte. La Terre de Villequier fut donc un fief seigneurial où résidaient de nombreux chevaliers. Par la suite elle sera possédée par de nombreuses familles, dont la famille Cavelier jusqu'au début du XVIIIe siècle.

### Époque contemporaine
L'une des filles de Victor Hugo, Léopoldine, et son mari, Charles Vacquerie, se sont noyés dans le fleuve en 1843, à la suite du chavirage de leur canot à voile consécutif à un fort coup  de vent. Mariés le 15 février, ils disparaissent le 4 septembre suivant et sont inhumés dans le même cercueil et dans la même tombe.

Les Contemplations, recueil publié par le poète en 1856, constituent une œuvre de deuil dans laquelle la disparition du jeune couple occupe une place centrale, de même qu'elle est une césure dans la vie de l'auteur. Cette commune y est évoquée et comporte aujourd'hui un musée consacré à Victor Hugo dans la maison Vacquerie des beaux-parents de Léopoldine.
La Société anonyme des argiles de Villequier (1874-1895) exploite un gisement d'argile pour produire des briques, des tuiles et des carreaux.

### La fusion intercommunale
En 2015, confrontées à la réduction programmée des dotations de l’État aux communes, Caudebec-en-Caux, Saint-Wandrille-Rançon et Villequier décident de s'unir afin de maintenir pendant trois ans ces dotations et d’une bonification de 5 % de la dotation globale de fonctionnement.
La commune nouvelle, issue du regroupement de ces trois communes, qui deviennent à cette occasion des communes déléguées, est créé au 1er janvier 2016 par un arrêté préfectoral du 7 décembre 2015,,,,,.

## Politique et administration

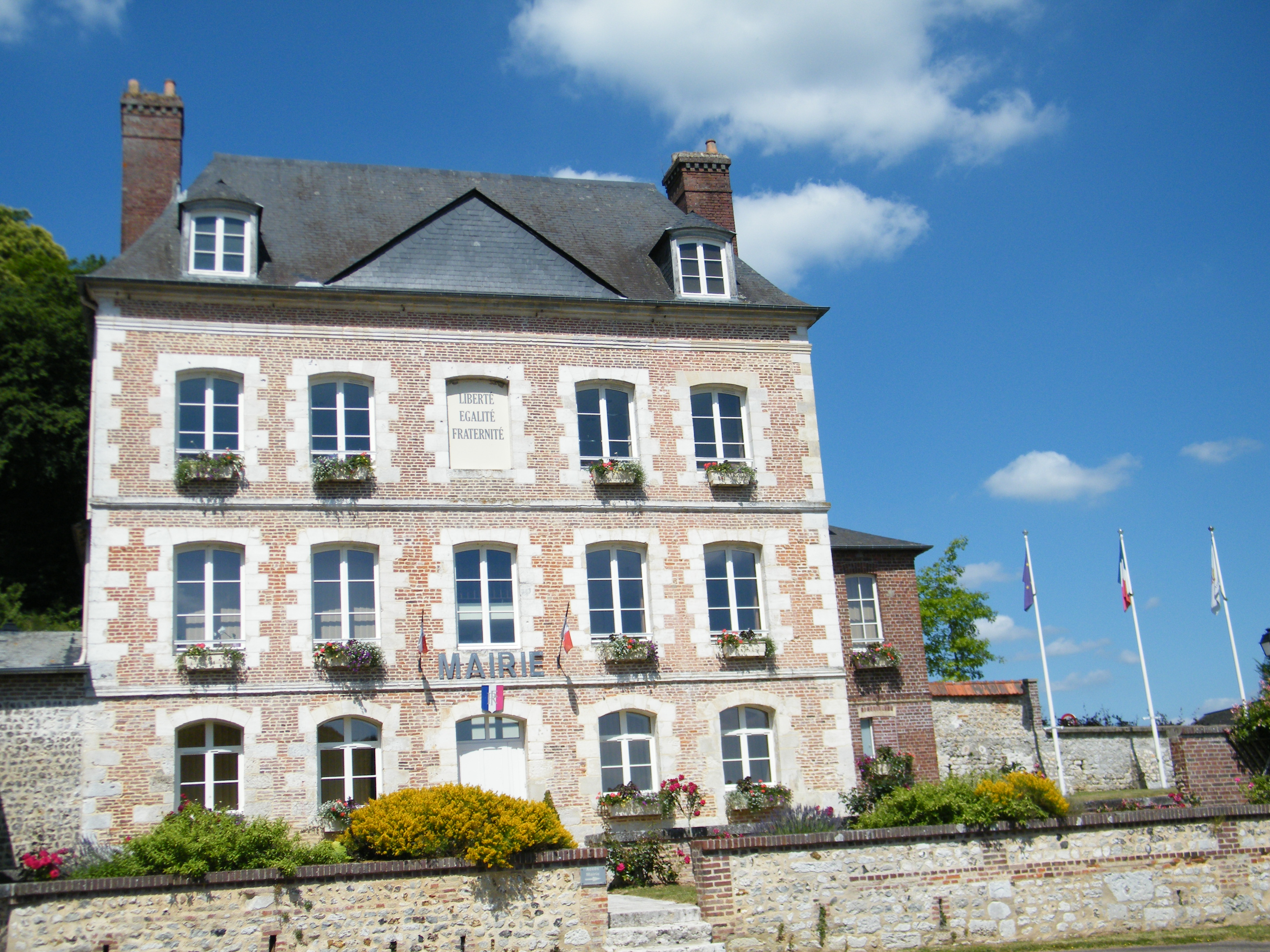
Mairie.

| Période                                  | Période          | Identité                      | Étiquette    | Qualité                                                  |
| ---------------------------------------- | ---------------- | ----------------------------- | ------------ | -------------------------------------------------------- |
| 1829                                     |                  | Roulleau                      |              |                                                          |
| 1850                                     | 1870             | Pierre Roulleau               | Bonapartiste | Conseiller général                                       |
| 1884                                     | 1896             | Léon Malfilâtre               |              | Conseiller d'arrondissement                              |
| 1898                                     |                  | Raoul Naguet de Saint-Vulfran |              |                                                          |
| Les données manquantes sont à compléter. |                  |                               |              |                                                          |
| 1930                                     |                  | Fleury                        |              |                                                          |
| 1936                                     | 1945             | Louis Le Gaffric              |              |                                                          |
| 1957                                     | 1977             | Jean Le Gaffric               |              |                                                          |
| 1977                                     | 1989             | Michel Bruneau                | SE           | Directeur d'usine                                        |
| Les données manquantes sont à compléter. |                  |                               |              |                                                          |
| mars 2001                                | 2014             | Jacques Bardel                | DVD          | Agriculteur                                              |
| 2014,                                    | 31 décembre 2015 | Stéphanie Haquet              |              | Devient maire déléguée de Villequier le 1er janvier 2016 |

## Population et société

### Démographie

#### Évolution démographique
En 2008, Villequier comptait 758 habitants (soit une diminution de 6 % par rapport à 1999). La commune occupait le 11 943e rang au niveau national, alors qu'elle était au 10 384e en 1999, et le 228e au niveau départemental sur 745 communes.
L'évolution du nombre d'habitants est connue à travers les recensements de la population effectués à Villequier depuis 1793.
Au début du XXIe siècle, les modalités de recensement ont été modifiées par loi du 27 février 2002, dite loi de démocratie de proximité, afin de permettre, après une période transitoire courant de 2004 à 2008, la publication annuelle de la population légale des différentes circonscriptions administratives françaises.
Pour les communes dont la population est inférieure à 10 000 habitants, les enquêtes sont exhaustives et ont lieu chaque année par roulement au cours d'une période de cinq ans. Pour Villequier, le premier recensement a été fait en 2004, les suivants étant en 2009, 2014, etc. La première population légale postérieure à celle de 1999 et s’inscrivant dans ce nouveau dispositif est entrée en vigueur au 1er janvier 2009 et correspond au recensement de l’année 2006, qui, pour Villequier, est une évaluation intermédiaire.
Le maximum de la population a été atteint en 1891 avec 977 habitants.
L'évolution du nombre d'habitants est connue à travers les recensements de la population effectués dans la commune depuis 1793. À partir du 1er janvier 2009, les populations légales des communes sont publiées annuellement dans le cadre d'un recensement qui repose désormais sur une collecte d'information annuelle, concernant successivement tous les territoires communaux au cours d'une période de cinq ans. 
Pour les communes de moins de 10 000 habitants, une enquête de recensement portant sur toute la population est réalisée tous les cinq ans, les populations légales des années intermédiaires étant quant à elles estimées par interpolation ou extrapolation. Pour la commune, le premier recensement exhaustif entrant dans le cadre du nouveau dispositif a été réalisé en 2004,.
En 2013, la commune comptait 755 habitants, en évolution de −0,4 % par rapport à 2008 (Seine-Maritime : +0,48 %, France hors Mayotte : +2,49 %).
| 1793 | 1800 | 1806 | 1821 | 1831 | 1836 | 1841 | 1846 | 1851 |
| ---- | ---- | ---- | ---- | ---- | ---- | ---- | ---- | ---- |
| 780  | 793  | 729  | 712  | 858  | 930  | 902  | 850  | 967  |

| 1856 | 1861 | 1866 | 1872 | 1876 | 1881 | 1886 | 1891 | 1896 |
| ---- | ---- | ---- | ---- | ---- | ---- | ---- | ---- | ---- |
| 866  | 857  | 841  | 748  | 779  | 852  | 951  | 977  | 832  |

| 1901 | 1906 | 1911 | 1921 | 1926 | 1931 | 1936 | 1946 | 1954 |
| ---- | ---- | ---- | ---- | ---- | ---- | ---- | ---- | ---- |
| 730  | 741  | 691  | 633  | 585  | 592  | 588  | 754  | 745  |

| 1962 | 1968 | 1975 | 1982 | 1990 | 1999 | 2004 | 2009 | 2013 |
| ---- | ---- | ---- | ---- | ---- | ---- | ---- | ---- | ---- |
| 740  | 773  | 752  | 769  | 822  | 808  | 769  | 755  | 755  |

#### Pyramide des âges
La population de la commune est relativement âgée. Le taux de personnes d'un âge supérieur à 60 ans (22,3 %) est en effet supérieur au taux national (21,6 %) et au taux départemental (20,7 %).
À l'instar des répartitions nationale et départementale, la population féminine de la commune est supérieure à la population masculine. Le taux (51,4 %) est du même ordre de grandeur que le taux national (51,6 %).
La répartition de la population de la commune par tranches d'âge est, en 2007, la suivante :
- 48,6 % d’hommes (0 à 14 ans = 16,3 %, 15 à 29 ans = 15,8 %, 30 à 44 ans = 20,2 %, 45 à 59 ans = 25,6 %, plus de 60 ans = 22,1 %) ;
- 51,4 % de femmes (0 à 14 ans = 19,3 %, 15 à 29 ans = 13,9 %, 30 à 44 ans = 20,9 %, 45 à 59 ans = 23,5 %, plus de 60 ans = 22,4 %).

| Hommes | Classe d’âge | Femmes |
| ------ | ------------ | ------ |
| 0,3    | 90 ans ou +  | 0,8    |
| 7,1    | 75 à 89 ans  | 9,5    |
| 14,7   | 60 à 74 ans  | 12,1   |
| 25,6   | 45 à 59 ans  | 23,5   |
| 20,2   | 30 à 44 ans  | 20,9   |
| 15,8   | 15 à 29 ans  | 13,9   |
| 16,3   | 0 à 14 ans   | 19,3   |

| Hommes | Classe d’âge | Femmes |
| ------ | ------------ | ------ |
| 0,3    | 90 ans ou +  | 1,1    |
| 5,6    | 75 à 89 ans  | 9,1    |
| 12,0   | 60 à 74 ans  | 13,2   |
| 20,9   | 45 à 59 ans  | 20,2   |
| 20,5   | 30 à 44 ans  | 19,5   |
| 20,9   | 15 à 29 ans  | 19,2   |
| 19,9   | 0 à 14 ans   | 17,8   |

## Culture locale et patrimoine

### Lieux et monuments

#### Château de Villequier

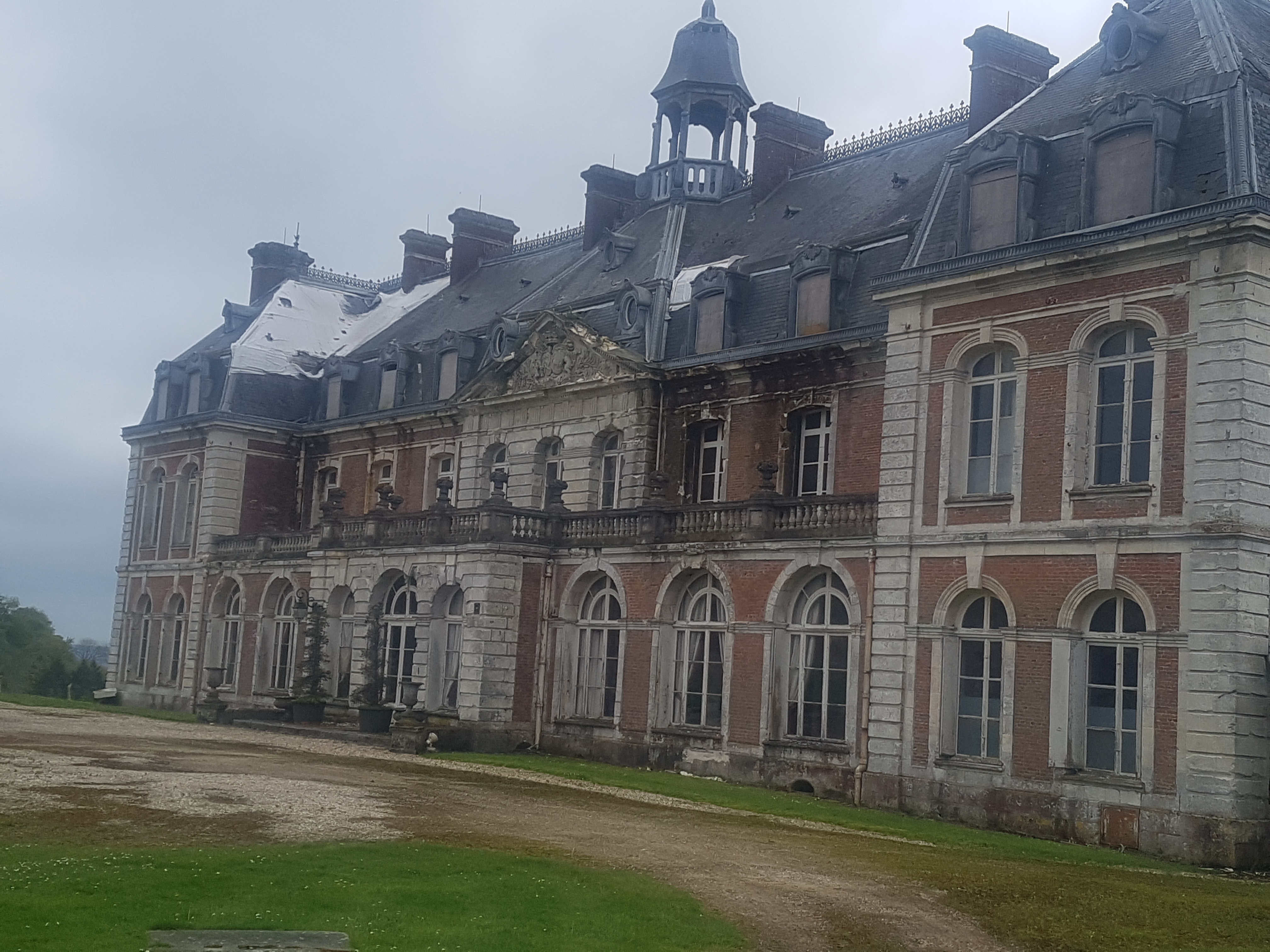
Le château de Villequier.

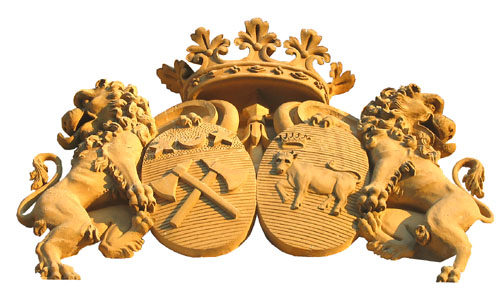
Emblèmes de la ville.

Le château de Villequier (XVIIe siècle) avec sa chapelle, son parc de 18,82 ha et un panorama à 35 kilomètres est situé sur les hauteurs de Villequier. Il a été édifié en 1784 par Jacques-François Asselin de Villequier sur l'ancien fief de Beaumesnil. Le nom de Beaumesnil fut apporté du pays d'Ouche par Robert II d'Harcourt qui épousa Jeanne de Villequier au XIIIe siècle.
La terre de Villequier a eu ses seigneurs particuliers depuis le XIe siècle. Le seigneur de Villequier, avec ceux d'Yvetot, de Recusson, de Bellengues et de Calletot est au nombre des chevaliers qui accompagnèrent Robert, duc de Normandie, en terre sainte.
C'est de ce siècle que date la première forteresse élevée au lieu-dit de Coudreaux. Elle faisait partie des possessions des comtes d'Évreux, propriétaires des forêts de Gravenchon et Maulévrier.
En 1210, un certain Louis de Villequier tenait un fief de chevalier à Villequier. En 1259, Godefroy de Villequier, chevalier et seigneur de ces terres, y fonde une chapelle dans son manoir.
Un aveu de 1393 donne ensuite le nom de Colas de Villequier pour son plein-fief de haubert, mais l'on sait que le domaine subit un certain éclatement. Beaumesnil devient simple demi-fief ; la Guerche, tout à côté, devient plein-fief de haubert. La Maison Blanche, élevée au XVe siècle sur l'ancien fief des Roques, à flanc de falaise, faisait aussi partie de cet ensemble.
René de Villequier, arrière-petit-fils d'Antoinette de Maignelais, premier gentilhomme de la chambre du Roi, gouverneur de Paris, épouse Françoise de La Marck et la tue dans un excès de jalousie, dans la maison royale, à Poitiers, en 1577. Leur fille, Charlotte-Catherine de Villequier, dernière descendante de cette vieille famille se marie en secondes noces à Jacques II d'Aumont (vers 1580-1614 ; Postérité), baron de Chappes. Puis René de Villequier se remarie avec Louise de Savonnières avec qui il aura un fils, Claude II de Villequier († en 1607 à 19 ans), sans alliance, vicomte de La Guerche.
Charlotte-Catherine de Villequier ne porte pas la terre de notre Villequier, en Normandie, dans la maison d'Aumont, mais donne indirectement son nom à la terre de Villequier-Aumont (Genlis), située dans le département de l'Aisne, et à Villequiers (Montfaucon en Berry), dans le Cher : car les d'Aumont ont voulu ainsi honorer leurs ancêtres normands en donnant leur nom à deux de leurs propres fiefs, ce qui introduit une certaine confusion. En effet, la descendance Aumont de Charlotte-Catherine de Villequier tint à conserver le nom de Villequier, alors qu'elle n'en possédait plus les terre et seigneurie. En 1759, Louis-Alexandre d'Aumont reçoit le titre de duc de Villequier, titre par brevet, donc non transmissible. En 1771/1772, il achète les terre et marquisat de Genlis, en Picardie, et obtient en 1774 que ce marquisat soit érigé en duché-pairie héréditaire sous le nom de Villequier-Aumont.
Pour en revenir à notre fief, suivant un aveu de 1632, Robert Cavelier se qualifie seigneur de Villequier. La seigneurie de Villequier reste à la famille Cavelier jusqu'au début du XVIIIe siècle.
Tombée par décret entre les mains d'Adrien Cavelier, elle est vendue, le 28 mai 1705, à Jacques Asselin, conseiller secrétaire du Roi.
En mars 1712, Jacques-Louis Asselin, son fils, conseiller au Parlement de Normandie, obtient l'érection en baronnie de la terre et seigneurie de Villequier. Un aveu de 1715 fait connaître la composition de cette seigneurie comprenant les fiefs de Villequier-Beaumesnil, Villequier-La Guerche, le quart de fief de Touffreville-la-Cable et de la garde d'Arques, les huitièmes de fiefs de Claville (autrement dit de la Picotière), de Heuqueville-sur-la-Mer, de Turbet (à Montivilliers) .
Né à Rouen en 1664, Jacques Asselin, premier baron de Villequier, meurt également à Rouen, en 1726.
Il a pour successeur, l'aîné de ses fils, Jacques Louis David Asselin, deuxième baron de Villequier, conseiller au Parlement de Normandie de 1724 à 1743, qui meurt en 1751 sans s'être marié.
Jean-François Alexandre Asselin, troisième baron de Villequier, son frère, fait reconstruire le château de Beaumesnil, détruit par un incendie, en 1763. Il résida à la Maison Blanche des Roques le temps de la reconstruction.
Né à Rouen en 1708, il meurt à Villequier le 8 juin 1782. L'actuelle demeure de brique rose et de pierre fut terminée en 1784.
Sous la Restauration, le château appartient à son fils, Marie Jacques François Alexandre Asselin, 4e baron de Villequier, président de la Cour de Rouen, député (Villequier 1759 - Villequier 1833), dont la descendance le conserve jusqu'à la fin du Second Empire.
En 1868, madame Mussard achète le château et le fait remanier avec l'ajout de la galerie nord. Treize ans plus tard, le domaine devient la propriété du baron d'Acher de Montgascon dont la famille reste à Villequier durant une quarantaine d'années.
En 1920, le nouveau propriétaire, Jean Latham, du Havre, y fait faire d'importants travaux : restauration de la toiture, aménagement intérieur. Aux abords du château, un potager, des serres sont créés, le parc à l'anglaise est remplacé par un parterre à la française. Devant la façade sud est aménagée une terrasse qui offre un magnifique point de vue en surplombant, à 110 mètres, la boucle de la Seine et la forêt de Brotonne.
En 1933, monsieur et madame Comar acquièrent le château et y font aménager une salle de chasse et de jeux. Durant l'Occupation, un état-major allemand s'y installa, mais respecta le domaine.
C'est en 1948 que Alexandre-Prosper Le Grand et sa femme, née Comar, héritent du château. En 1960, ils le cèdent au groupe Pechiney, qui en fait un lieu d'accueil pour colonies de vacances durant une dizaine d'années.
Laissé ensuite à l'abandon durant quelques années, le château revit en 1974 sous l'impulsion de Maurice Lalonde, de Caudebec-en-Caux avec la transformation du domaine en résidence-hôtelière : ouverture de 29 chambres par construction d'un bâtiment à deux niveaux en façade sud (donnant sur la Seine) intégrant le colombier du XVIIe siècle, le château proprement dit étant réservé à la restauration, notamment grâce à la construction d'une vaste salle panoramique entièrement transparente, sur la terrasse.
Jusqu'en 2007, le château de Villequier resta un hôtel et un lieu de réceptions privées et professionnelles renommé en Normandie.
Acheté en 2007 par Paul Vogele, Jean-Michel Brossard et ACR-ADC cabinet Pierquin (expert comptable), le château est depuis laissé à l'abandon par ses propriétaires et se détériore gravement.

#### Château de la Guerche
Édifié en 1627, Charles Marie de Villequier acquiert le domaine en 1638. En 1685, le manoir est transformé en ferme. En 1850, Léon Malfilatre, futur maire de Villequier, l'achète avec aussi le bois de La Roquette. Il construit notamment un relais de chasse et un chemin jusqu'à la Seine. Vers 1875, le pavillon de chasse fut agrandi et devint le château actuel, de style anglo-normand. Pendant la Seconde Guerre mondiale, des rampes de lancement de V1 furent installées par les Allemands, qui occupaient le domaine, sur un promontoire non loin du château.

#### En ville
- Musée Victor-Hugo : maison de la famille Vacquerie 1re moitié XIXe siècle ; Victor Hugo y séjourna à plusieurs reprises très ami de la famille avant même le mariage de Léopoldine avec Charles Vacquerie. Cette dernière trouva accidentellement la mort avec son époux peu après son mariage lors d'une noyade durant une promenade en barque sur la Seine. Achetée par le département en 1951. Les Contemplations, œuvres autobiographiques publiées en 1856 donc de la mémoire, composées de 158 poèmes (6 livres) recueillent de très nombreux poèmes liés à la mort de Léopoldine comme ; 'Demain dès l'aube' ... in Pauca Meae (livre IV).
- Cimetière de l'église : sépultures de la famille Vacquerie-Hugo : Léopoldine Hugo (1824-1843), Charles Vacquerie (1817-1843), époux de Léopoldine, mort noyé avec elle le 4 septembre 1843 et Adèle Hugo (1830-1915), autre fille de Victor Hugo. Se trouvent également inhumés près d'eux Adèle Foucher (1803-1868), femme de Victor Hugo, et Auguste Vacquerie (1819-1895), poète, journaliste, compagnon d'exil de la famille Hugo à Guernesey.

Un poème de Victor Hugo rappelle la douloureuse visite du père à la tombe de sa fille Léopoldine : « Demain, dès l'aube… » (Les Contemplations, livre quatrième, pièce XIV, 3 septembre 1847), ainsi que le poème suivant "À Villequier". Les six sépultures sont inscrites aux monuments historiques depuis le 2 mars 2009.
- Église Saint-Martin.
- Église Saint-Pierre (Bébec).
- Chapelles de Barre-y-Va : L'ensemble comprend la grande chapelle, dédiée à Notre-Dame, en calcaire et brique, à vaisseau unique, du XVIe siècle et modifiée postérieurement, l'ancienne maison du chapelain, en brique et calcaire, sans doute début du XVIIe siècle, et l'oratoire ou chapelle bleue, du XVIIIe siècle. Son intérêt repose sur sa situation géographique et son caractère de lieu de pèlerinage et lieu de dévotion populaire, pour les marins. Un calvaire, peut-être du XVIIIe siècle, permet l'accès à la chapelle bleue. L'église est décorée de vitraux du début du XVIIe siècle.
- Manoir des Rocques, la Maison Blanche, classé au titre des monuments historiques, XVe siècle : manoir construit au pied de la falaise au XVe siècle. Après la destruction du château des Roques pendant la guerre de Cent Ans, réaménagement au XVIe siècle pour les Busquet (famille d'armateurs de Rouen).

#### Aux alentours proches
- Statue de Victor Hugo regardant la Seine dans la direction du naufrage du bateau de sa fille et son gendre.

### Personnalités liées à la commune
Y sont nés :
- Marie Jacques François Alexandre Asselin, baron de Villequier, (1759-1833) président de la Cour de Rouen, député ;
- Placide-Alexandre-Guillaume Poultier (1814-1887), chanteur dramatique ;
- Auguste Vacquerie (1819 - 1895), poète, dramaturge et journaliste.

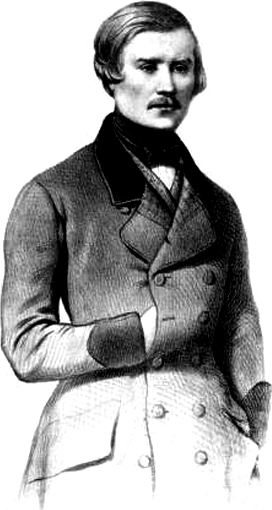
Placide Poultier.
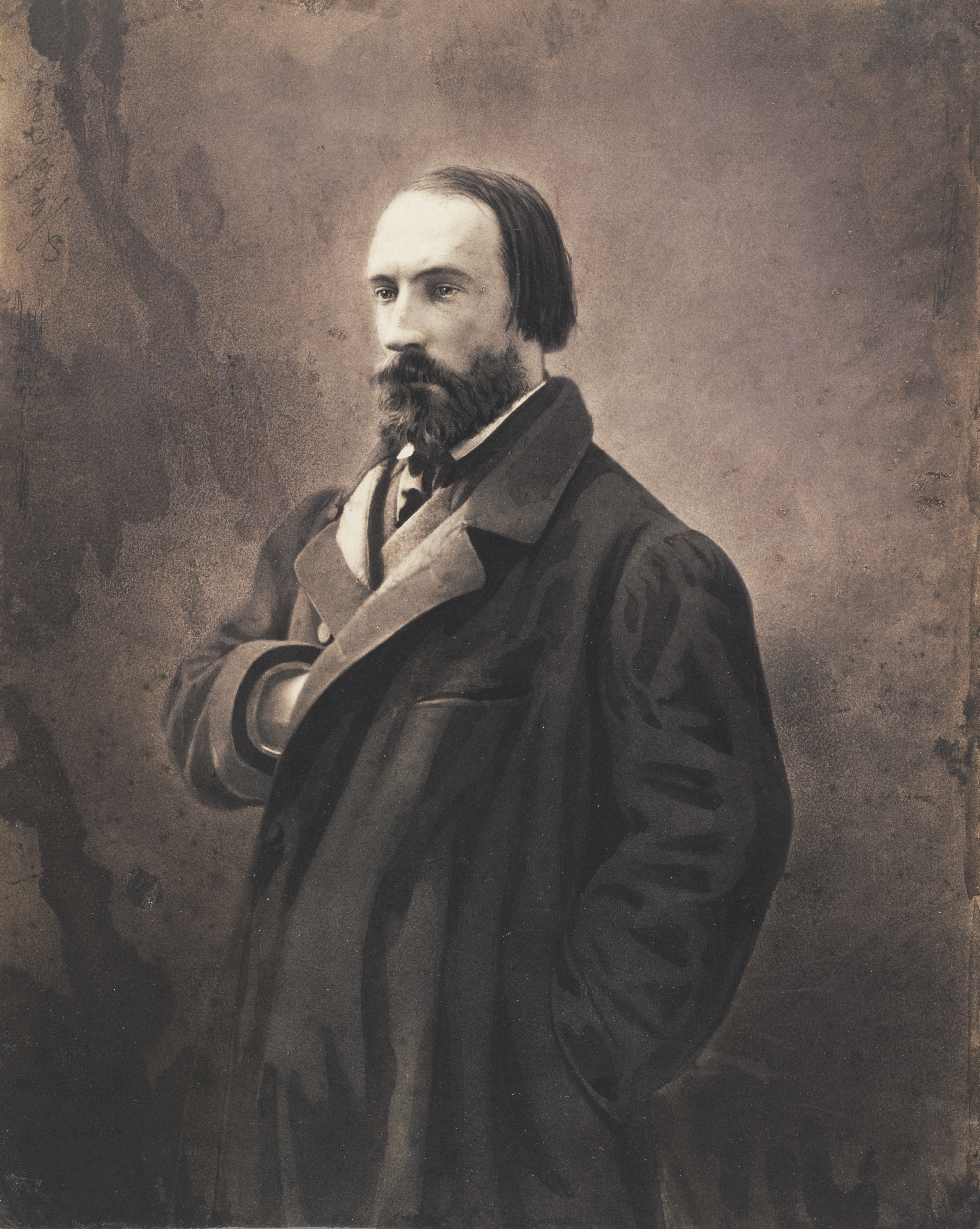
Auguste Vacquerie.

### Héraldique
Dérivé des armoiries de la noble famille de Villequier .
| Armes de Villequier | Les armes de la commune de Villequier se blasonnent ainsi : De gueules, à la croix fleurdelisée d'or chargée en abîme d'une ancre de sable, cantonnée de douze billettes du même. |